# Le silence de Lorna
Le silence de Lorna (conocida en Perú como El matrimonio de Lorna, y en España y resto de Hispanoamérica como El silencio de Lorna), es una película dramática belga del año 2008 escrita y dirigida por los hermanos Dardenne. Está protagonizada por Arta Dobroshi, que interpreta a Lorna, una mujer albanesa que contrae un matrimonio de conveniencia para poder obtener la nacionalidad belga.
El largometraje se rodó en la ciudad belga de Lieja. Se estrenó el 19 de mayo de 2008 en el Festival de Cannes, donde fue galardonada con el premio al mejor guion.

## Sinopsis
Una mujer albanesa se arrepiente cuando un criminal local decide matar a su marido drogadicto para que ella se case con un mafioso ruso como parte de una estafa matrimonial.

## Reparto
- Arta Dobroshi: Lorna.
- Jérémie Renier: Claudy.
- Fabrizio Rongione: Fabio.
- Alban Ukaj: Sokol.
- Morgan Marinne: Spirou.
- Olivier Gourmet: inspector de policía.
- Anton Yakovlev: Andrei.

## Premios
| Fecha             | Premio                   | Categoría                 | Receptor(es)               | Resultado |
| ----------------- | ------------------------ | ------------------------- | -------------------------- | --------- |
| Mayo de 2008      | Festival de Cannes       | Palma de Oro              |                            | Nominada  |
| Mayo de 2008      | Festival de Cannes       | Mejor guion               | Jean-Pierre y Luc Dardenne | Ganadores |
| Diciembre de 2008 | Premios del cine europeo | Mejor actriz              | Arta Dobroshi              | Nominada  |
| Febrero de 2009   | Premios César            | Mejor película extranjera |                            | Nominada  |